# Achental-Realschule Marquartstein
Die Achental-Realschule Marquartstein ist eine staatliche Realschule in Marquartstein.

## Beschreibung
Als sechsstufige Realschule werden im Durchschnitt 25 Klassen der Jahrgangsstufen 5–10 mit durchschnittlich ca. 600 Schülern unterrichtet.
Den Schülern stehen dazu Klassenzimmer mit Computern und Beamern sowie Fachräume mit  wissenschaftlichen und technischen Lehrmaterialien zur Verfügung.
Es werden vier Wahlpflichtfächergruppen bzw. Zweige angeboten:
| Zweig                       | Wahlpflichtfächergruppe | Kernfächer                                       |
| --------------------------- | ----------------------- | ------------------------------------------------ |
| naturwissenschaftlich       | I                       | Mathematik, Physik, Chemie, Technisches Zeichnen |
| wirtschaftswissenschaftlich | II                      | Betriebswirtschaftslehre                         |
| sprachlich (Französisch)    | III a                   | Französisch                                      |
| hauswirtschaftlich          | III b                   | Haushalt und Ernährung                           |

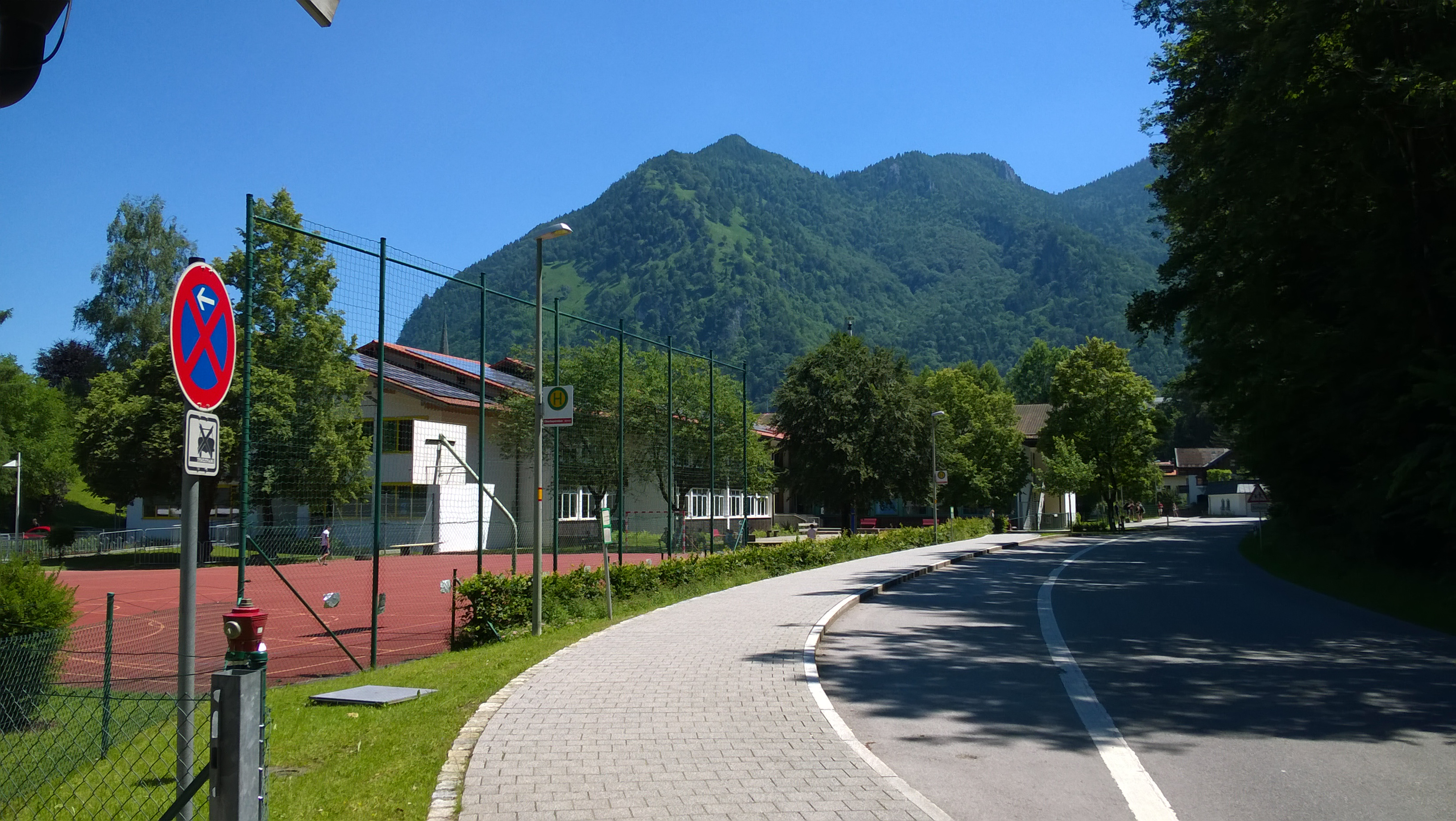
Vorderseite, von West
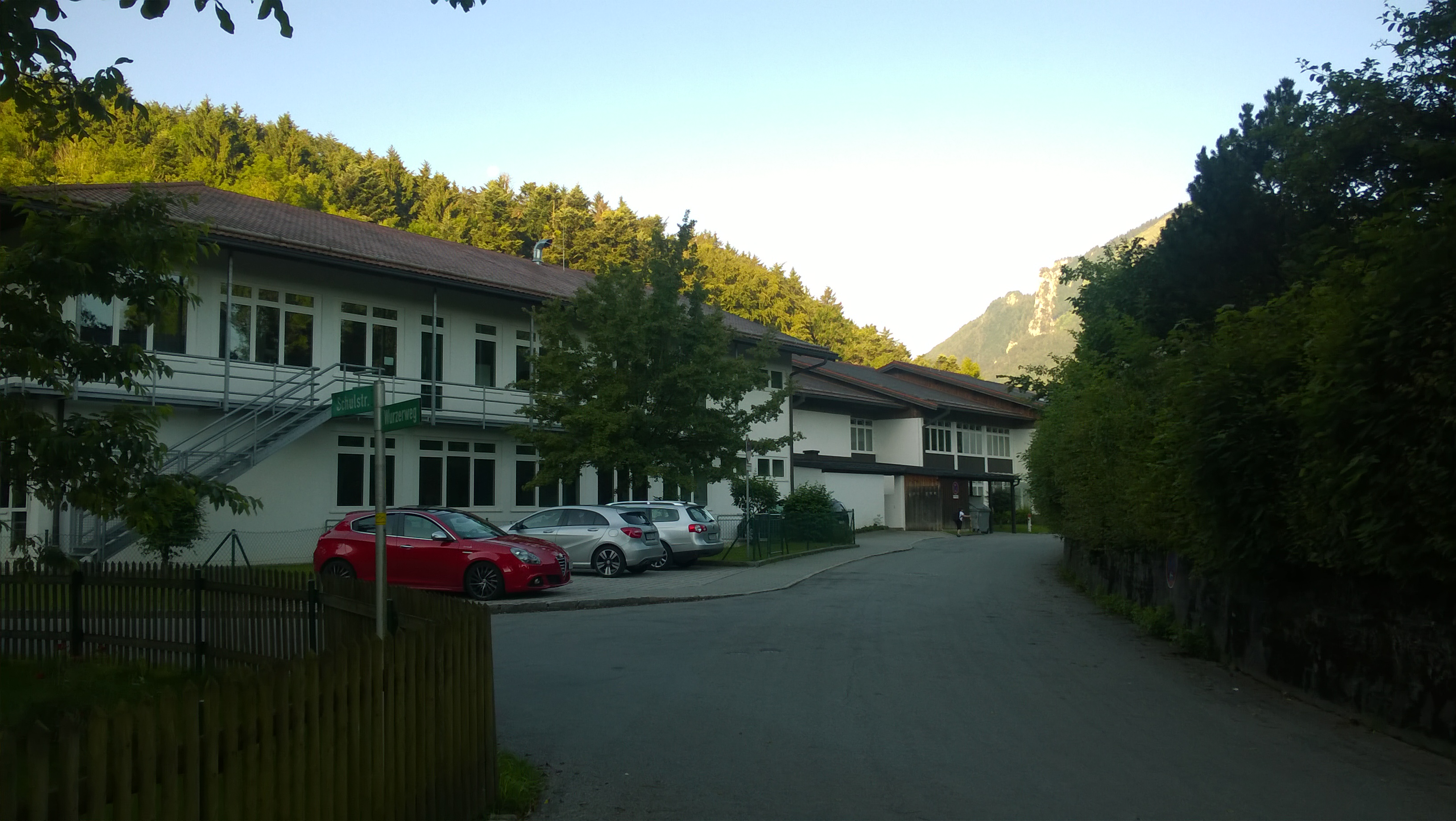
Rückseite, von Ost
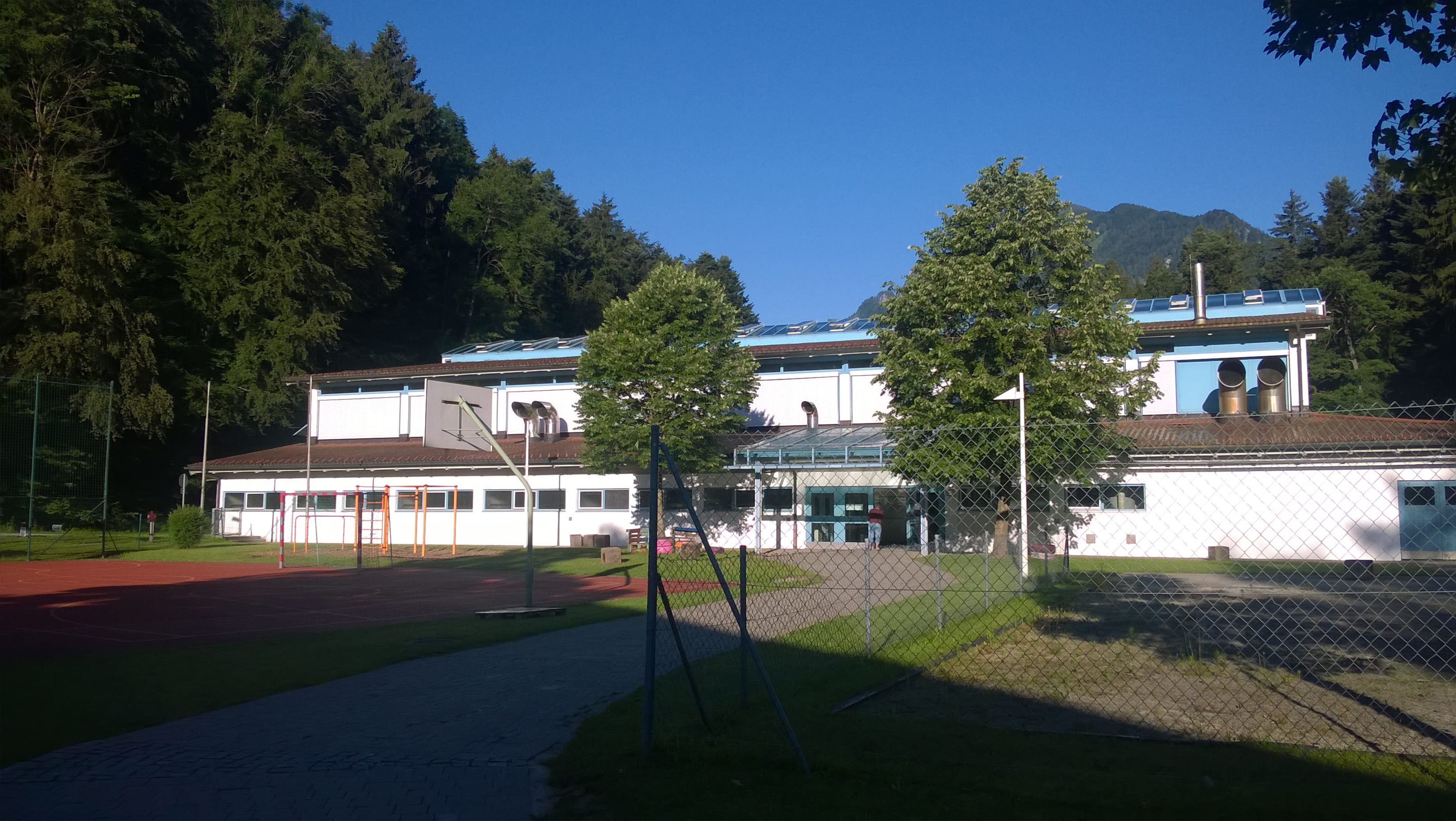
Turnhalle

## Besonderheiten

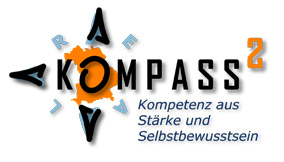

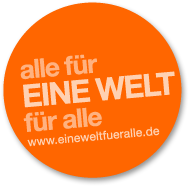
Logo des Schulwettbewerbes

Als Partnerschule für den Wintersport fördert und unterstützt sie Schüler, die Leistungssport betreiben, und ist gemeinden- und landkreisübergreifend bekannt. Die Schüler können vom Unterricht befreit werden und ihren sportliche Zielen nachgehen und werden dafür
auch von der Schule geehrt. Besondere Leistungen sind diverse Spitzenplatzierungen bei Bezirksmeisterschaften, bayerischen- oder deutschen Meisterschaften, in den Kategorien Skilanglauf, Biathlon, Ski Alpin und Eisschnelllauf.
Die Achental-Realschule ist außerdem eine von 18 bayerischen Schulen, die am Kompass²-Projekt teilnehmen. Das Projekt hat das Ziel, die Leistungen der Schüler zu verbessern, vor allem durch „Lernen lernen“. Ausgegangen wird hier von bereits vorhandenen Stärken. Die Persönlichkeitsentwicklung und der Erwerb und Ausbau sozialer Kompetenzen steht ebenfalls im Vordergrund.
Bereits dreimal in Folge (2011/2012, 2013/2014 und 2014/2015) wurden Schüler der Achental-Realschule mit einem Preis des „Schulwettbewerbes des Bundespräsidenten zur Entwicklungspolitik“ ausgezeichnet. Zusammen mit ihrer Partnerschule in Montevideo (Uruguay) erarbeiteten Schüler der 5. oder 6. Klasse wertvolle Beiträge zum Wettbewerb, der das Ziel hat, Jugendliche für die Themen globaler Entwicklung zu sensibilisieren.

## Bedeutung
Die Achental-Realschule ist die einzige Realschule im Achental. Die Schule wird aber nicht nur von Schülern aus dem Achental, sondern auch von anderen Teilen des Landkreises Traunstein und vom benachbarten Landkreis Rosenheim besucht sowie aufgrund der Wintersportförderung auch von Schülern weiter entfernter Gemeinden.

## Absolventen
- Andreas Birnbacher (Deutscher Biathlet)
- Tobias Voges (Bassist des deutschen Pop-Künstlers Joris)